# The Worst of Jefferson Airplane
The Worst of Jefferson Airplane es un álbum recopilatorio de la banda de rock norteamericana Jefferson Airplane publicado en 1970 por RCA Victor.

## Producción
En 1970, la banda atravesaba un periodo de inactividad marcado por los conflictos internos y por el desarrollo de los proyectos personales de varios integrantes del grupo. Spencer Dryden había sido expulsado del grupo, Marty Balin comenzó a distanciarse de la banda, se sentía de alguna manera aislado de sus compañeros y la muerte de su amiga Janis Joplin lo había sumido en una profunda tristeza, a raíz de esto decidió dejar las drogas y el alcohol, centrándose en un modo de vida más saludable. Todo este cúmulo de circunstancias desembocarían en su marcha de la banda un año más tarde. Por otra parte Grace Slick y Paul Kanter llevaban ya un tiempo manteniendo una relación y Slick pasó la mayor parte del año embarazada de su hija China Wing Kanter, mientras que Kanter publicaba su primer álbum en solitario. Jack Casady y Jorma Kaukonen pusieron en marcha su proyecto, un retorno a sus raíces del blues al que denominaron Hot Tuna.
Ante este panorama, la discográfica RCA decidió publicar un disco recopilatorio recogiendo todos los éxitos de la banda, sencillos que entraron en el Billboard Hot 100. El álbum tuvo muy buena acogida en ventas, logrando alcanzar el disco de platino.

## Lista de canciones
| N.º | Título                                              | Duración |  |
| 1.  | «It's No Secret» (Marty Balin)                      | 2:37     |  |
| 2.  | «Blues From an Airplane» (Skip Spence, Marty Balin) | 2:10     |  |
| 3.  | «Somebody to Love» (Grace Slick)                    | 2:54     |  |
| 4.  | «Today» (Paul Kantner, Marty Balin)                 | 2:57     |  |
| 5.  | «White Rabbit» (Grace Slick)                        | 2:27     |  |
| 6.  | «Embryonic Journey» (Jorma Kaukonen)                | 1:51     |  |
| 7.  | «Martha» (Paul Kantner)                             | 3:21     |  |
| 8.  | «The Ballad of You & Me & Pooneil» (Paul Kantner)   | 4:30     |  |
| 9.  | «Crown of Creation» (Paul Kantner)                  | 2:53     |  |
| 10. | «Chushingura» (Spencer Dryden)                      | 1:17     |  |
| 11. | «Lather» (Grace Slick)                              | 2:55     |  |
| 12. | «Plastic Fantastic Lover» (Marty Balin)             | 3:39     |  |
| 13. | «Good Shepherd» (Tradicional)                       | 4:22     |  |
| 14. | «We Can Be Together» (Paul Kantner)                 | 5:50     |  |
| 15. | «Volunteers» (= Marty Balin, Paul Kantner)          | 2:03     |  |